# Expédition botanique

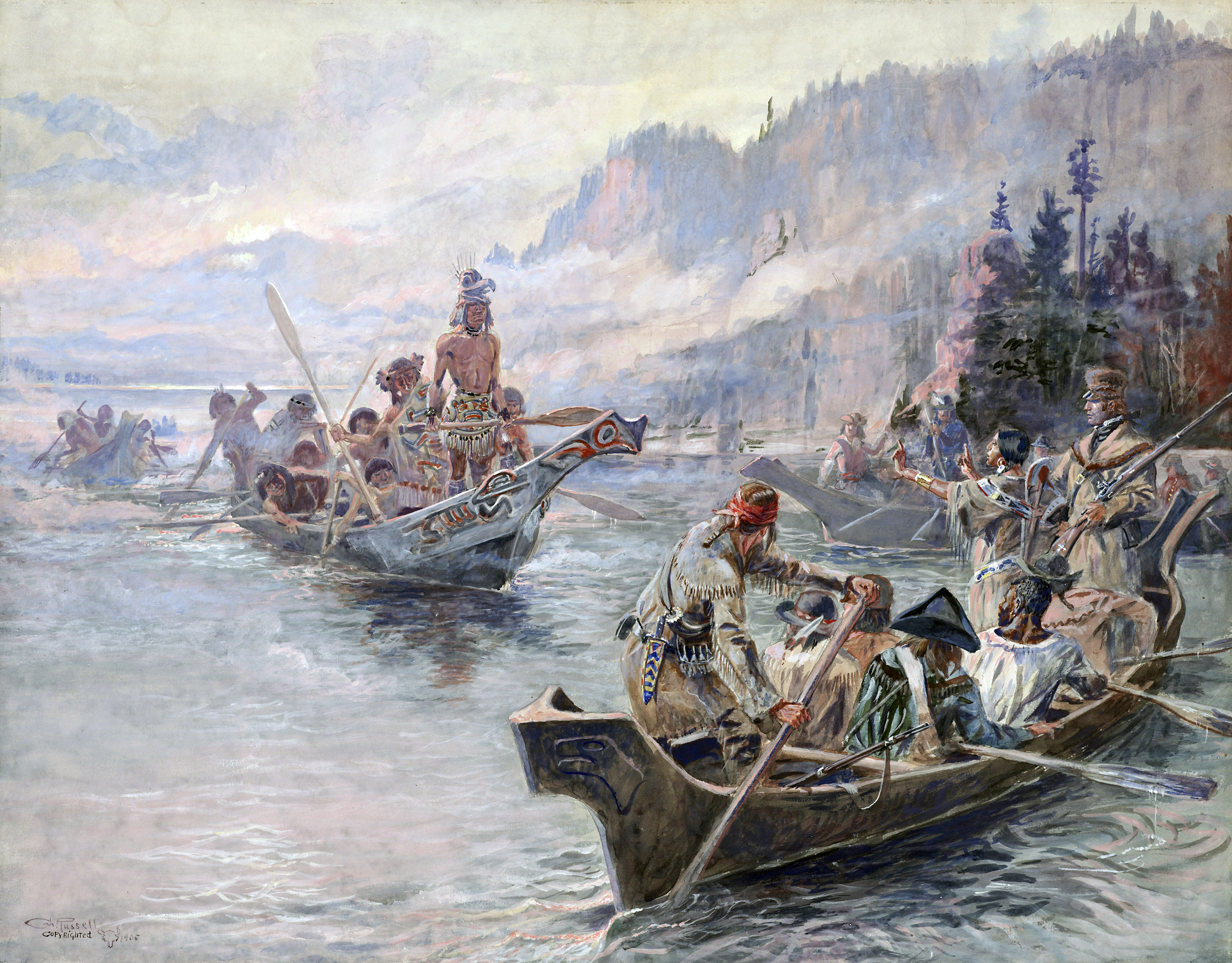
Expédition Lewis et Clark, Charles Marion Russell (1905)

Une expédition botanique  est un voyage d'exploration scientifique dont l'objectif est d'explorer la flore d'une région particulière. L'expédition botanique peut être spécifiquement conçue pour explorer la flore, mais elle peut aussi être intégrée dans une expédition à visée plus large destinée à l'étude de l'histoire naturelle de la région.
Un naturaliste ou un botaniste est chargé de dessiner et de décrire la flore, de collecter des spécimens de plantes inconnues dans une presse à herbier, et d'identifier des plantes ayant un potentiel économique important.
Lors d'expéditions botaniques financées par des gouvernements, les plantes ont été souvent collectées par des personnes présentes sur le terrain, mais décrites et nommées ensuite par des scientifiques appartenant à des jardins botaniques ou des universités, parrainés par un gouvernement.
À titre d'exemple, de nombreuses espèces recueillies lors de l'expédition Lewis et Clark ont été décrites et nommées par le botaniste germano-américain, Frederick Traugott Pursh.